# Chi Mat Ba Ram
Chi Mat Ba Ram (em coreano: 치맛바람;) é uma música gravada pelo grupo feminino sul-coreano Brave Girls para seu quinto EP Summer Queen (2021). Foi lançado em 17 de junho de 2021 pela Brave Entertainment como o primeiro single do álbum. Uma versão em inglês da música também foi incluída no Mini-álbum. 
Após o lançamento, a música alcançou o número três no Gaon Digital Chart da Coréia do Sul e o número dois na Billboard K-pop Hot 100, tornando-se o terceiro hit do grupo em ambas as paradas. O videoclipe da faixa foi lançado em 17 de junho e mostra o grupo se divertindo em um resort à beira-mar.
Para promover a música, Brave Girls apresentou "Chi Mat Ba Ram" em vários programas de música sul-coreanos, incluindo Music Bank, Show! Music Core e Inkigayo.

## Composição
Em março de 2021, Brave Girls ganhou destaque com o hit " Rollin' ", que se tornou o primeiro hit número um do grupo na Coreia do Sul. Três meses depois, o grupo anunciou o lançamento de um novo EP Summer Queen, seu primeiro álbum em quatro anos. "Chi Mat Ba Ram" foi revelado como o primeiro single do álbum. Escrita por Brave Brothers, a música é do gênero tropical house e dance com um som otimista. O título da música "Chi Mat Ba Ram" se traduz literalmente como "o saia ao vento" em coreano e foi derivado das palavras "chimat" e "baram". Embora o termo seja frequentemente usado negativamente, a música é liricamente sobre a "ferocidade nas mulheres". "Chi Mat Ba Ram" foi lançado para download e streaming digital pela Brave Entertainment em 17 de junho de 2021, mesmo dia do lançamento do álbum.

## Desempenho comercial
Após o lançamento, a música estreou no número 14 no Gaon Digital Chart da Coreia do Sul para a edição de 19 de junho de 2021, com apenas dois dias de rastreamento. Além disso, estreou no componente Download e Streaming charts no número 2 e número 28, respectivamente.
Na semana seguinte, alcançou o número três nas paradas Digital, Download e Streaming, tornando-se o terceiro hit do grupo depois de "Rollin' " (2017) e " We Ride " (2020).
"Chi Mat Ba Ram" alcançou o número dois na Billboard K-pop Hot 100 na edição de 3 de julho de 2021, tornando-se sua terceira música a alcançar o top cinco e sua música mais bem colocada desde "Rollin'".

## Promoções
O videoclipe de "Chi Mat Ba Ram" foi lançado no YouTube em 17 de junho junto com a música. Foi precedido por dois teasers lançados em 15 e 16 de junho. O vídeo tem um cenário de praia e mostra o grupo se divertindo em um resort à beira-mar. O clipe é intercalado com cenas em que os membros são vistos jogando vôlei, bebendo, fazendo compras e realizando coreografias em frente ao pôr do sol. Em 10 dias, o vídeo ultrapassou 30 milhões de visualizações. Para promover a música e o álbum, Brave Girls apresentou "Chi Mat Ba Ram" e a faixa "Pool Party" em vários programas de música sul-coreanos, incluindo KBS 'Music Bank, da MBC Music Core e Inkigayo da SBS. 

## Indicações e Prêmios
| Ano  | Organização             | Prêmio                          | Resultado | Ref.   |
| ---- | ----------------------- | ------------------------------- | --------- | ------ |
| 2022 | Gaon Chart Music Awards | Música do ano —junho            | Venceu    | [ 20 ] |
| 2022 | Golden Disc Awards      | Melhor música digital (Bonsang) | Indicado  | [ 21 ] |

| Programa        | Rede    | Encontro: Data      | Ref.   |
| --------------- | ------- | ------------------- | ------ |
| The Show        | SBS MTV | 22 de junho de 2021 | [ 22 ] |
| Show!Music Core | MBC     | 3 de julho de 2021  | [ 23 ] |
| Inkigayo        | SBS     | 4 de julho de 2021  | [ 24 ] |

| Prêmio                         | Data:       |
| ------------------------------ | ----------- |
| Prêmio de popularidade semanal | 5 de julho  |
| Prêmio de popularidade semanal | 12 de julho |

## Charts
| Chart (2021)                | Peak position |
| --------------------------- | ------------- |
| Coreia do Sul (Gaon)        | 3             |
| Coreia doSul(K-pop Hot 100) | 2             |

| Chart (2021)         | Peak position |
| -------------------- | ------------- |
| Coreia do Sul (Gaon) | 8             |

| Chart (2021)         | Position |
| -------------------- | -------- |
| Coreia do Sul (Gaon) | 62       |

## Histórico de lançamentos
| Local | Data                | Formato                     | Versão  | Empresa |
| ----- | ------------------- | --------------------------- | ------- | ------- |
| Mundo | 17 de junho de 2021 | Download digital, streaming | Coreano | Brave   |
| Mundo | 17 de junho de 2021 | Download digital, streaming | inglês  | Brave   |